# Acanthothrips albivittatus
Acanthothrips albivittatus är en insektsart som beskrevs av Ian A. Hood 1908. Acanthothrips albivittatus ingår i släktet Acanthothrips och familjen rörtripsar. Inga underarter finns listade i Catalogue of Life.